# بارتولوميو روبرتس
بارتولوميو روبرتس (بالإنجليزية: Bartholomew Roberts)‏ (و. 1682 – 1722 م) هو قرصان، من ويلز، ولد في بيمبروكشاير، كان أنجح قرصان في العصر الذهبي للقرصنة توفي عن عمر يناهز 40 عاماً، قتل في معركة كيب لوبيز على سواحل الغابون.